# Fédération des lieux de musiques actuelles
Pour les articles homonymes, voir FSJ.
La Fédération des lieux de musiques actuelles (Fédélima) est une association française créée à Nantes le 18 décembre 2012, par le regroupement de la Fédurok et de la Fédération des scènes de jazz et de musiques improvisées (FSJ). Elle fédère au 1er janvier 2013 un réseau national de 141 scènes de jazz et de musiques actuelles en France, avec l'accompagnement et le développement d'actions culturelles (auprès des écoles, maisons de quartier, missions locales, prisons, maisons de retraite, associations de personnes handicapées), des missions d'étude et d'observation, ou la mise en place de projets artistiques comme le festival Jazz en Scènes. Son siège social est situé au 11 rue des Olivettes à Nantes.

## La Fédurok
Créée le 5 avril 1994, la  Fédération des salles et clubs rock  comptait 20 adhérents lors de son assemblée générale constitutive. En 1998 elle change de dénomination et devient Fédération des lieux de musiques amplifiées/actuelles. La Fédurok était une fédération rassemblant 93 structures et équipements œuvrant pour la diffusion et l'accompagnement de pratiques artistiques dans le secteur des musiques actuelles et amplifiées.

## Fédération des scènes de jazz et de musiques improvisées
Créée en 1997, la Fédération des scènes de jazz et de musiques improvisées (FSJ)  regroupe une trentaine de lieux en France, clubs de jazz ou lieux associatifs de moins de 250 places, qui assurent une permanence artistique et culturelle tout au long de l'année sur leurs territoires respectifs.
L'ambition de ses adhérents est la défense des projets artistiques et culturels prioritairement consacrés à l'expression contemporaine des musiques improvisées, et du jazz en particulier. Ils constituent un réseau spécialisé au sein du courant des musiques actuelles.
La FSJ se veut porteuse de valeurs fortes en direction des artistes et des publics. Elle répond au besoin des scènes de jazz de
tisser des liens, d’échanger et de confronter les expériences, de défendre les musiciens et leurs projets, de partager des évènements artistiques de portée nationale, de mutualiser des moyens, et de créer de la solidarité.
Son rôle est d'assurer une représentation dans les structures régionales, de veiller sur les politiques de développement local, et de s'impliquer dans les commissions des organismes professionnels. Elle était membre actif au sein du Conseil supérieur des musiques actuelles jusqu'à sa dissolution le 10 septembre 2011.
La FSJ s'est rapprochée en 2005 de la Fédurok. Les deux fédérations ont créé en 2007 le SMA, qui représente plus d'une centaine de structures. Elle est membre de l'UFISC qui réunit six fédérations travaillant sur les thèmes du jazz et des musiques improvisées (AFIJMA, Allumés du Jazz, Fédération nationale des écoles d'influence jazz et des musiques actuelles (FNEIJMA), Grands Formats, UMJ (Union des musiciens de jazz), et FSJ).
La Fédération des scènes de jazz et de musiques improvisées organise tous les ans au mois de décembre le festival Jazz en Scènes, qui a lieu simultanément dans tous les clubs de jazz adhérents.

## Principes fondateurs
Les objectifs de la Fédération des scènes de jazz et de musiques improvisées sont :
- L'émergence, l'accompagnement et la circulation de nouveaux talents,
- La sensibilisation et la conquête de nouveaux publics,
- L'éthique professionnelle du réseau,
- Le maillage du territoire.